# 有田交通
有田交通株式会社（ありたこうつう）は、和歌山県にあるバス事業者である。略称は有交（ありこう）。主に貸切バス・タクシーを営業している。
同じ和歌山県内に拠点を置くバス事業者の有田鉄道（ありだてつどう）とは無関係。

## 歴史
- 1939年11月16日 - 設立。
- 2010年10月 - 一般路線バスとしての運行を終了し、海南市コミュニティバスとして運行開始。

## 本社・営業所
- タクシー
  - 箕島営業所（和歌山県有田市箕島896-4 箕島駅前）
  - 湯浅営業所（和歌山県有田郡湯浅町大字湯浅1112 湯浅駅前）
  - 藤並営業所（和歌山県有田郡有田川町大字明王寺165 藤並駅前）
- バス
  - 冬野営業所（和歌山県和歌山市冬野1460番地の5）
  - 岬営業所（大阪府泉南郡岬町淡輪3852番地の1）

## 路線バス

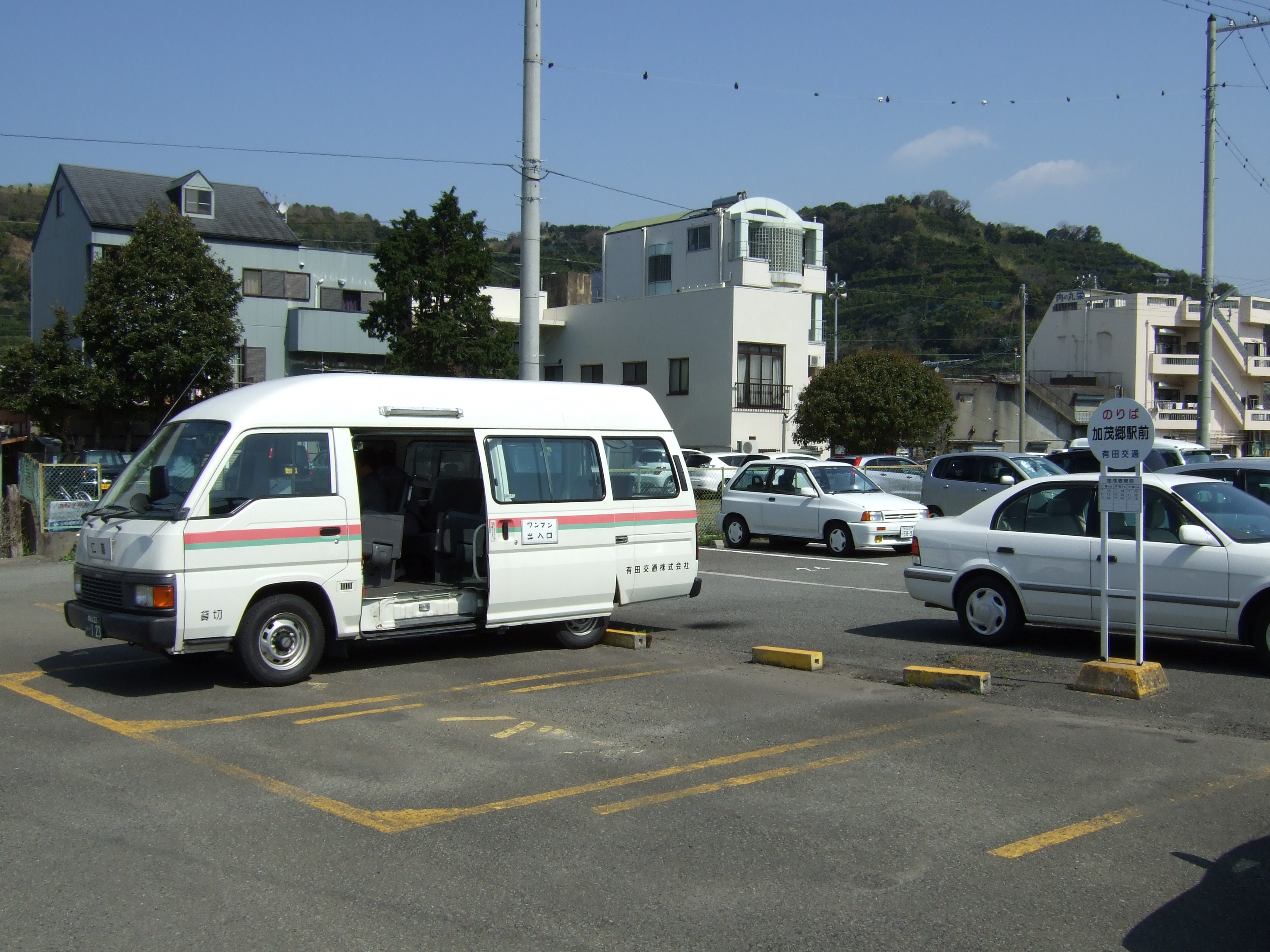
加茂郷駅前に乗り入れる路線バス（2007年3月撮影）

2022年3月31日時点では、路線バスとして7台のバス車両を保有している。
2010年10月、路線バスとしての運行を終了。各路線は海南市コミュニティバスとして引き続き運行される。

## コミュニティバス
- 海南市コミュニティバス - 1乗車100円、各線相互に乗継券を発行。
  - 仁義線：加茂郷駅前 - 仁義
  - 戸坂線：加茂郷駅前 - 戸坂
  - 大崎線：加茂郷駅前 - 大崎
  - 鰈川線：鰈川 - 下津駅前 - 加茂郷駅前 - 冷水浦駅前 - 海南駅前 - 海南医療センター
- 紀の川市地域巡回バス -「ゆめさき号」の運行を受託。運賃は大人（中学生以上）100円。
- ミニループバスみさき - 大阪府岬町のコミュニティバス。

## 貸切バス事業

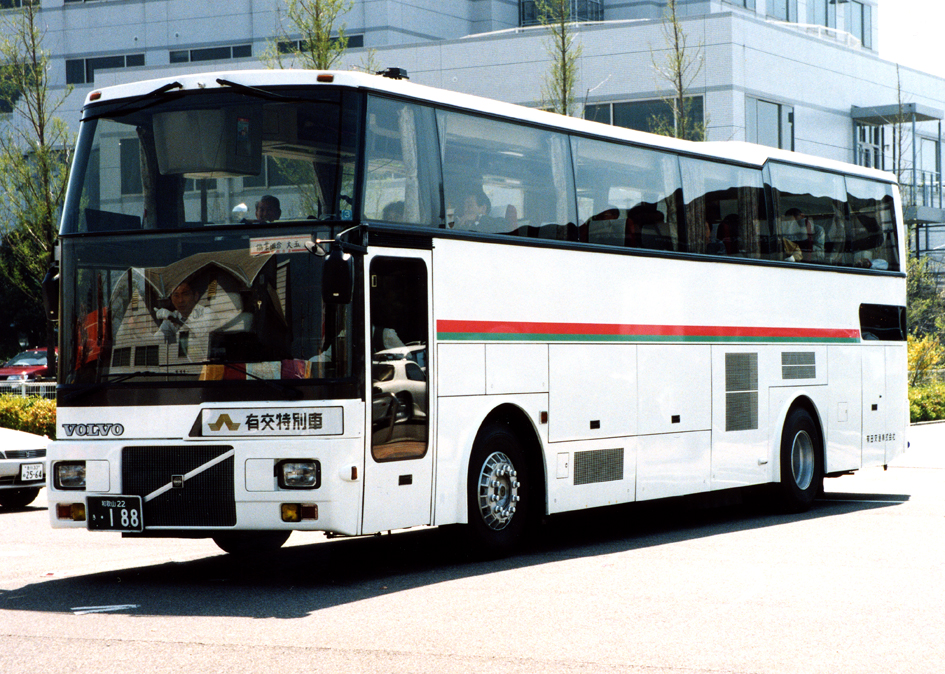
ボルボ・アステローペ

貸切車については、公式サイトでも「デラックス観光バス」と銘打っており、7mクラスの小型貸切車でもトイレ付きとなっているなど、全般的に高級貸切車が多い。
2階建てバスは三菱ふそう・エアロキング、ヨンケーレ・モナコを導入しているが、貸切車として導入されたヨンケーレ車はこの1台のみで希少な存在である。また、ボルボ・アステローペを発売初期から導入していた。日産ディーゼル・スペースウイングの中には、導入実績が少ない「スーパービューデッカ」（アンダーフロアコックピット仕様）も存在する。
かつて保有していた三菱ふそう・エアロキングは、後に大阪府のさやま交通に売却。同社が受託運行するWILLER EXPRESS「エグゼクティブクラス」車に改装され運用されていたが、実車中の事故により廃車となっている。

## タクシー事業
和歌山県の北部から中部で主に営業している。特に有田川町の粟生、清水営業所の地域は鉄道がなく、バスの本数も1日数本しかないため、この会社も含めタクシーが貴重な交通手段である。
社名表示灯（行灯）は黄色い星型に「有」の文字が入る。保有車両は小型21台となっている。

### 和歌山駅の乗り場
JR和歌山駅（西口側）では、他社が乗り入れる駅前ロータリーのタクシー乗り場ではなく、駅前西南側にあるパチンコ店の駐車場に設けられた専用乗り場で客待ちを行っている。他の駅では他社と同じ場所で客待ちを行っている。

### ブライダル号
文金高島田に結った和装の花嫁が楽に乗車できるよう、左後部の天井を開けることができるタクシー。頭部をぶつける心配をせずに済む。社名表示灯（行灯）は扇型に「寿」の文字。要予約。

## 関連会社
- 港タクシー
- 有交紀北タクシー
- 大紀交通
- 三和タクシー
- 紀陽タクシー
- 船戸タクシー
- 有田自動車学校
- 御坊有交タクシー - 2017年事業停止。2018年1月、和歌山地裁御坊支部より破産手続開始の決定を受けた。事件番号：平成29年（フ）第21号。